# Mass Effect: Klam
Mass Effect: Vzestup je sci-fi román od autora Williama C. Dietze. Kniha byla publikována roku 2012. Jedná se o čtvrtou knihu ze série Mass Effect, která příběhem předchází stejnojmennou hru vydanou pro Xbox 360, PlayStation 3 a Microsoft Windows vyvinutou společností BioWare.
Příběh se odehrává po událostech ze hry Mass Effect 2.

## Příběh
Na Citadele Anderson a Kahlee (milenci) varovali před útokem Reaperů (Smrťáků), své teorie demonstrovali na mrtvole Graysona (bývalý pracovník Cerberu, na němž byly prováděny pokusy, které z něj udělali loutku v rukou Reaperů), Radu nepřesvědčili, ale získaly podporu ve svém dalším šetření. Na Citadele s nimi byl i biotický student Jim Nick, který se ztratil.
Otrokářská loď Chlouba Khar´Shanu napadla kvarianskou loď, na které se nacházela i biotyčka Gilliam (nevlastní dcera Graysona), kvariané bitvu ale vyhráli a vyslechly většinu otroků, byl mezi nimi i McCann (znal se s Graysonem), řekl Gilliam, že její otec je mrtev, což ji velmi zdrtilo. Gilliam chce otcovu smrt pomstít.
Nick se přidal k Podzemnímu biotickému hnutí (gang, který věří v nadřazenost biotiků, chtějí sesadit radu Citadely nastolit vládu biotické meritokracie). Kahlee s Andersonem po něm pátrají, hledá ho i C-Sec.
Gilliam se na Citadele setkala se svými přáteli Kahlee a Andersonem, zjistila, že jejího otce zabil Kai Leng.
Záhadný pověřil Kai Lenga, aby uloupil Graysonovo tělo, což se mu podařilo. Dále má zabít Hala McCanna a Gilliam.
Gilliam letí na Omegu, Kahlee s Andersonem taky putují na Omegu, chtějí tam najít Nicka.
Aria T´Loaková (nepsaná vládkyně Omegy, známá také jako Královna pirátů) na Thessii pohřbila svou dceru Lisellie (Graysonova milenka, zabil ji Kai Leng).
Nick je na Omeze s Podzemním hnutím, při jednání s gangem Smrtihlavu, zabil Nick Salariánku, což sice Podzemnímu biotickému hnutí zlepšilo vyjednávací podmínky, ale Nicka to velmi zasáhlo. Podzemní biotické hnutí spolu se Smrtihlavy později vyloupily Banku, spadající pod kontrolu Arie. Nick se zamiloval do biotičky Marisy Mendézové.
Aria okamžitě začala vyšetřovat loupež banky, smrtihlavka Shella byla svědkyní vraždy Graysona a Lisellie, pověděla Arii, kdo je vrahem její dcery (Kai Leng ale vystupoval pod falešným jménem), Aria ji nechala žít.
Gilliam se setkala s Ariou, ale bezvýsledně, Kai Leng se ji při setkání pokusil zastřelit, místo ní, ale omylem zastřelil kroganského bodyguarda. Aria vzniklou situaci chybně vyhodnotila a vypsala na Gilliam odměnu (za živou, nebo mrtvou).
Gilliam se později přidala k Podzemnímu biotickému hnutí, aby se ukryla před Ariou. Provázela ji Cory Kimová a Myrta Zovová, setkala se i s Nickem, kterého znala z projektu Vzestup. Aria mezitím poslala gang Blue Suns, aby zabily Kai Lenga, ale selhaly.
Podzemnímu biotickému hnutí zajalo Kai Lenga, Záhadný se to brzy dozvěděl. Členka Podzemního biotického hnutí Kimová, dříve pracovala pro Cerberus, zná se tedy s Kai Lengem, byly dříve milenci. Podzemní biotické hnutí chce po Záhadném za Kai Lenga výkupné 10 milionů kreditů.
Aria Srovnala sídlo Smrtihlavů se zemí, kvůli mstě za loupež banky. Šéf Smrtihlavů, Tactus by zajat živý a potupně visel zavřen v kleci v nočním klubu Afterlife. Aria tak získala zpět svou reputaci.
Agentka Cerberu Jana Mottová pátrala na Omeze po Lengovi. Dvojitá agentka Kimová pomohla Kai Lengovi k útěku, Podzemní biotické hnutí totiž chtělo hlavně zabít Záhadného, o výkupné šlo až v druhé řadě. Právě Gilliam přesvědčila ostatní členy, aby se pokusily zabít Záhadného. Útěk se Kimové a Kai Lengovi nepodařil, oba byly zajati.
Záhadný kontaktoval Ariu, chtěl po ní, aby vysvobodila Kai Lenga, Arii při hovoru došlo, že právě Kai Leng je vrahem její dcery. Naoko se Záhadným souhlasila, ale ve skutečnosti chce Kai Lenga zabít.
Zonová odsoudila Kimovou, Kimovou popravila Gilliam.
Aria zaútočila ústředí Podzemního biotického hnutí, při útoku byl zastřelen Nick. Mezitím si Záhadný (jako hologram) přišel pro Kai Lenga, propuštěný Kai Leng zaútočil na Gilliam, Gilliam byla po boji velmi zraněna, přiběhly k ní Kahlee a Anderson, Gilliam jim dala přívěsek od otce, na kterém byly uloženy tajná data o Cerberu a Smrťácích. Kai Leng uprch.
Kahlee a Anderson Radě Citadely tvrdí, že Reapeři (Smrťáci) a Cerberus jsou vážný problém, a že nejspíš brzy zaútočí. Rada jim ale nevěří.

## Související knihy
- Mass Effect: Zjevení, autor: Karpyshyn Drew, překladatel: Jiří Matyskiewicz. Jde o první díl série.
- Mass Effect: Vzestup, autor: Karpyshyn Drew, překladatel: Jakub Mařík. Jde o druhý díl série.
- Mass Effect: Odveta, autor: Karpyshyn Drew, překladatel: Jakub Mařík. Jde o třetí díl série.